# Rezerwat Kandałakszański
Rezerwat Kandałakszański (ros. Кандалакшский государственный природный заповедник) – ścisły rezerwat przyrody (zapowiednik) w obwodzie murmańskim i Republice Karelii w Rosji. Znajduje się w rejonach: peczengijskim, tierskim, miejskim Kandałaksza i miasta zamkniętego Siewieromorsk w obwodzie murmańskim oraz rejonie łouchskim w Karelii. Jego obszar wynosi 705,27 km² (w tym wody morskie 498,56 km²). Rezerwat został utworzony dekretem rządu Rosyjskiej Federacyjnej Socjalistycznej Republiki Radzieckiej z dnia 25 lipca 1939 roku. Jego zalążkiem był lokalny rezerwat w zatoce Kandałaksza utworzony 7 września 1932 roku dekretem Centralnego Komitetu Wykonawczego Karelskiej ASRR. W 1975 roku zapowiednik został wpisany na listę konwencji ramsarskiej. W 2000 roku został zakwalifikowany przez BirdLife International jako ostoja ptaków IBA. Dyrekcja rezerwatu znajduje się w miejscowości Kandałaksza.

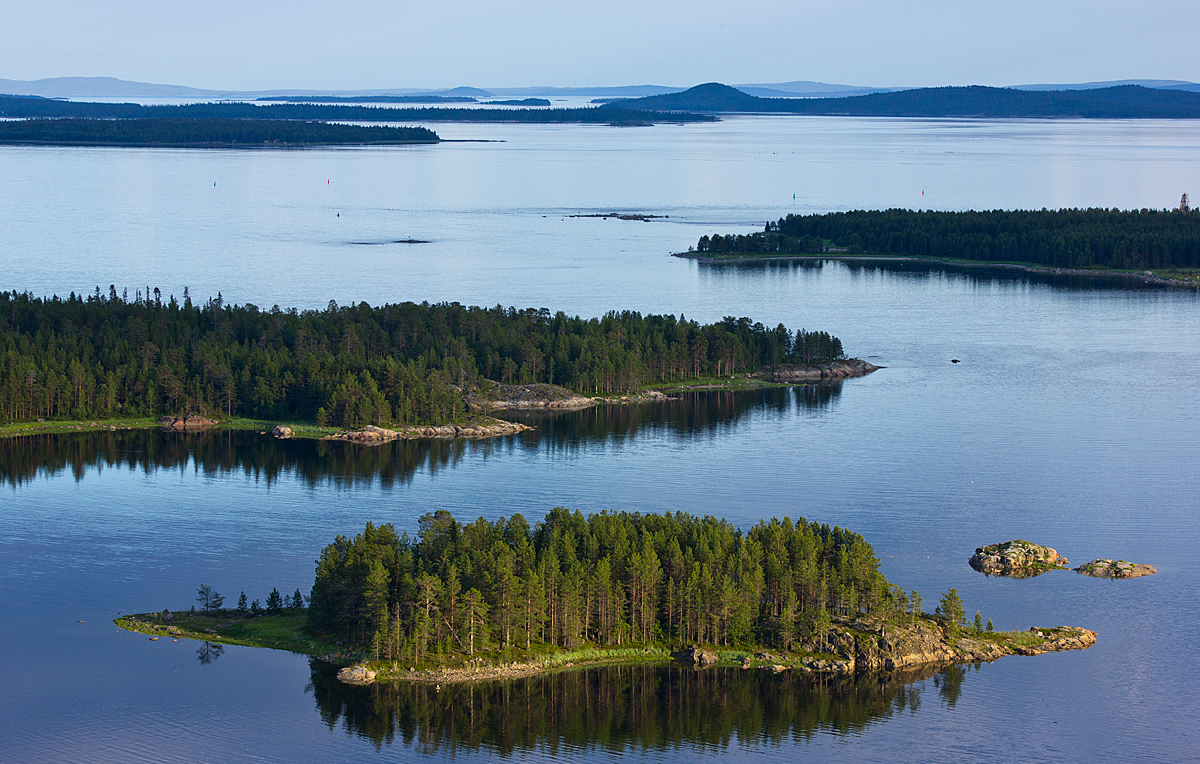
Zatoka Kandałaksza

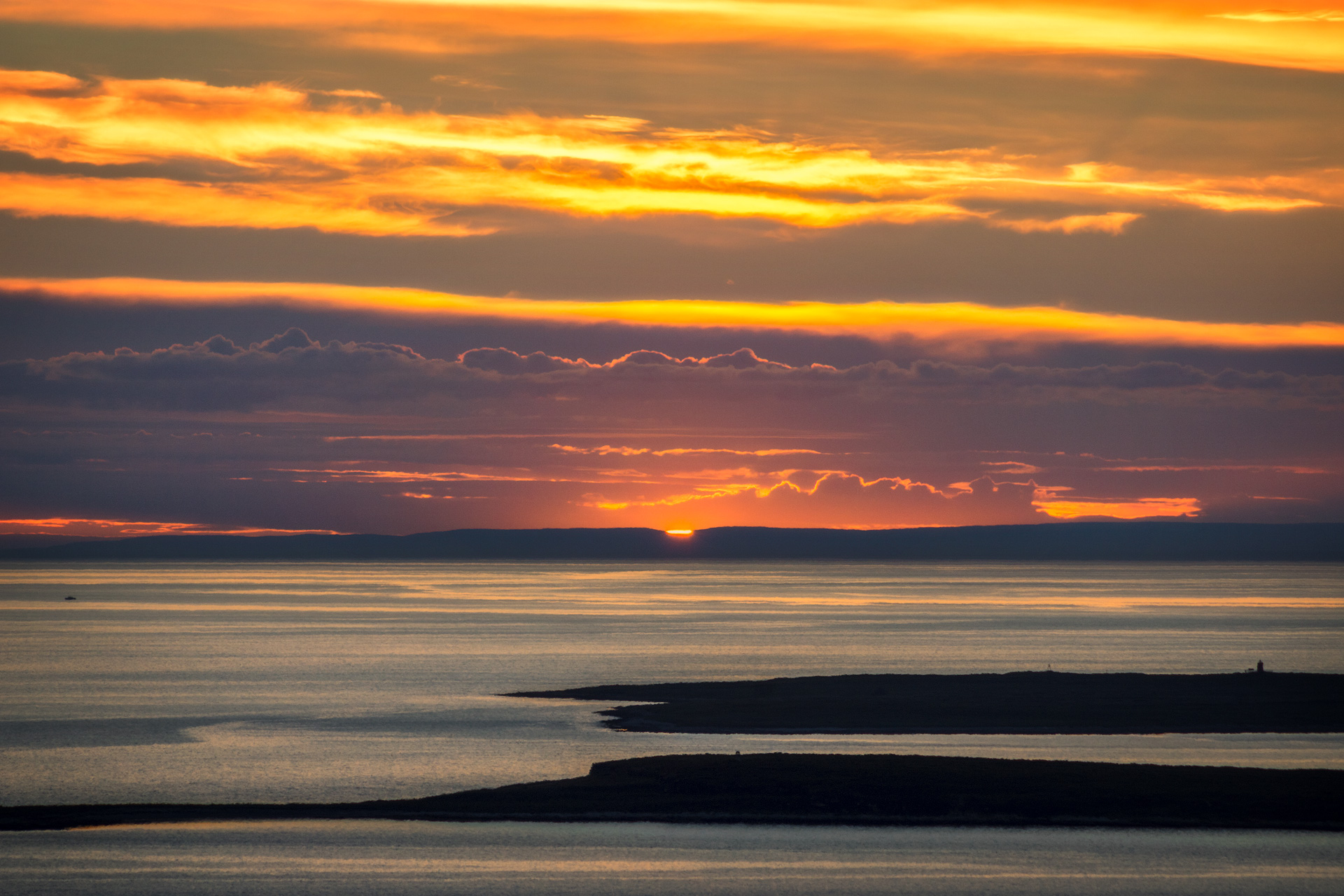
Ajnowy Ostrowa

## Opis
Rezerwat obejmuje ponad 370 wysp położonych na Morzu Barentsa i w zatoce Kandałaksza Morza Białego wraz z otaczającymi je wodami morskimi i fragmentami wybrzeża. Jest podzielony na trzynaście części, z których trzy znajdują się na Morzu Barentsa. Są to: Ajnowy Ostrowa (dwie wyspy z otaczającym je wodami morskimi), Gawriłowskij Archipiełag (9 wysp z otaczającymi je wodami morskimi) i Archipiełag Siem Ostrowow (7 wysp z otaczającymi je wodami morskimi i wybrzeżem Półwyspu Kolskiego). W zatoce Kandałaksza znajdują się pozostałe części rezerwatu. Są to m.in.: Olienij Archipiełag (53 wyspy), wyspa Bolszoj Bieriezowyj, Łuwiengskij Archipiełag (38 wysp), Siewiernyj Archipiełag (66 wysp), Kiemłudskij Archipiełag (24 wyspy), Wyspa Wielikij (największa wyspa rezerwatu i 78 innych wraz wybrzeżem), Turij Mys (przylądek na Półwyspie Kolskim). Prawie wszystkie wyspy to równiny (maksymalna wysokość – 80 m n.p.m.) o lekko pofałdowanej powierzchni.
W zatoce Kandałaksza panuje klimat kontynentalny, zaś na wyspach na Morzu Barentsa klimat subpolarny, który jest łagodzony przez wpływ płynącego w pobliżu ciepłego Prądu Zatokowego.

## Flora
Na położonych najbardziej na północ częściach rezerwatu (wyspy na Morzu Barentsa) występuje w większości tundra z bagnami i małymi jeziorami. Południowe części rezerwatu (zatoka Kandałaksza) pokryte są w większości tajgą. Są to głównie bory sosnowe z domieszką świerka, brzozy, jałowca, wierzby i jarzębiny. Lasy świerkowe zajmują niewielką powierzchnię.

## Fauna
Ptaki są głównymi mieszkańcami wysp zarówno na Morzu Barentsa jak i w zatoce Kandałaksza.
Wyspy Ajnowy Ostrowa na Morzu Barentsa zamieszkują mewa siodłata i mewa srebrzysta. Gniazdują tu dziesiątki tysięcy tych ptaków. Do gatunków masowo występujących należą tu także edredon zwyczajny, rybitwa popielata i maskonur zwyczajny. Na pozostałych wyspach na Morzu Barentsa latem gnieżdżą się dziesiątki tysięcy nurzyków polarnych i mew trójpalczastych. Na płaskich obszarach porośniętych tundrą pospolite są też kormorany zwyczajne, kormorany czubate i głuptaki zwyczajne.
W zatoce Kandałaksza najpopularniejszym gatunkiem spośród ptaków jest edredon zwyczajny. Żyją tu też m.in.: uhla zwyczajna, ogorzałka zwyczajna, mewa srebrzysta, mewa siwa, rybitwa popielata, a z ptaków drapieżnych: bielik, rybołów, sokół pustułka, drzemlik, uszatka błotna, sowa jarzębata, włochatka zwyczajna.
Na wyspach Morza Barentsa praktycznie nie ma stałych zwierząt lądowych. Żyją tu za to gatunki płetwonogie takie jak: foka obrączkowana, foka pospolita i szarytka morska.
Bardziej zróżnicowane są zwierząta występujące na pokrytych tajgą wyspach zatoki Kandałaksza. Typowymi gatunkami drapieżników są tu m.in.: niedźwiedź brunatny, kuna leśna, gronostaj europejski i norka amerykańska. Wilk szary i rosomak tundrowy występują rzadziej, a jeszcze rzadziej ryś euroazjatycki, wydra europejska i łasica pospolita. Z kopytnych żyje tu łoś euroazjatycki i renifer tundrowy. W zatoce występuje wiele gatunków płetwonogich. Powszechnymi gatunkami są foka obrączkowana, fokowąs brodaty, lodofoka grenlandzka. Inne gatunki ssaków morskich, np. płetwal karłowaty, białucha arktyczna, morświn zwyczajny, są nieliczne.
W rejonach okołobiegunowych różnorodność i liczebność płazów i gadów jest niewielka. Rezerwat zamieszkują tylko trzy gatunki płazów (ropucha szara, żaba moczarowa i żaba trawna) oraz dwa gatunki gadów (jaszczurka żyworodna, żmija zygzakowata).